# Eric Rücker Eddison
Eric Rücker Eddison (Leeds, 24 de noviembre de 1882 - 18 de agosto de 1945) fue un escritor británico.

## Biografía
Nacido en Adel, Leeds, en el norte de Inglaterra, en una familia adinerada. Su primera educación le fue dada por una serie de tutores privados, que compartió con el joven Arthur Ransome. Ransome evoca en sus memorias, la audacia y los maquiavélicos métodos que Ransome y Eddison practicaban para deshacerse de los maestros indeseados.
Después de sus estudios en Eton y el Trinity College de Cambridge, entra en 1906, como funcionario al Board of Trade (Cámara de Comercio), el equivalente de un Ministerio de Comercio,  puesto que deja en 1938 para dedicarse en exclusiva a escribir, con la meta de dedicarse a sus ficciones a tiempo completo. Durante una distinguida carrera, fue galardonado con el CMG Companion de la orden de San Miguel y San Jorge (Order of St. Michael and St. George en inglés) y la CB Companion de la Orden de Bath en 1929 por su servicio público en la Cámara de Comercio.
Fue un funcionario de la Cámara de Comercio británica, y también investigador de temas islandeses, apasionado de Homero y Safo, y montañero. Se casó una vez y el matrimonio tuvo un hijo y una hija. Aunque todo en él lo identificaba como un caballero inglés correcto y con sombrero de hongo, Eddison era sin embargo un soñador incurable que, en sus ratos perdidos a lo largo de treinta años, puso por escrito sus sueños.

## Generalidades
A principios del siglo XX, la expansión del idioma inglés por el planeta, la alfabetización creciente y la falta de medios de ocio baratos, propició que los escritores en inglés, como H. G. Wells, Rudyard Kipling y muchos otros, tuviesen la oportunidad de dedicarse a escribir.
Eric Rucker Eddison, fue muy conocido por su primera novela "La Serpiente Uróboros", (The Worm Ouroboros)  que se publicó en 1922, muy poco antes de que cumpliese cuarenta años. "La serpiente Uróboros" como se tradujo el título al español, fue una tirada corta para bibliófilos. Esta edición fue seguida al poco tiempo por otras mayores en el Imperio Británico y en Norteamérica, y se formó cierta leyenda alrededor del libro. En la mitológia de inspiración germánica, los británicos denominaban gusanos a los dragones, como hizo después J. R. R. Tolkien.
Este éxito del primer libro, sobre el mito del Uróboros ancestral, posibilitó que posteriormente se publicaran "Cartas y memorias de Phillip Sidney Nairn" (1916), "Styrbiorn el Fuerte"  (Styrbiorn the Strong) (1926) y la saga de Egil ("Egil's Saga", en inglés). El primero fue un tributo a un compañero suyo del Trinity College que murió en su juventud. Los otros dos relatos de la saga literaria; la primera es una referencia a "Styrbjarnar þáttr Svíakappa", alude a e.g. Eyrbyggja Saga y Heimskringla, mientras la segunda es una traducción directa de una saga islandesa, "saga de Egil", suplementada con extensas notas.
"La Serpiente Uróboros" era una novela épica romántica de violencia extravagante versada en los mitos escandinavos, muy del gusto inglés de la época. Además, era la primera novela del señor Eddison.
Después de escribir una aventura que transcurría en la era de los vikingos, Styrbiorn el Fuerte (1926), y una traducción de la Saga de Egil (1930), Eddison
dedicó el resto de su vida al género fantástico en una serie de novelas que transcurrían principalmente en Zimiamvia, el paraíso legendario de La Serpiente Uróboros. Según Eddison, los libros de Zimiamvia «se escribieron hacia atrás» y, por lo tanto, se publicaron siguiendo el orden cronológico inverso de los sucesos:
Maestra de Amantes (1935), Una cena de pescado en Memison (1941) y La puerta de Mezentia (1958). Este último libro quedó inconcluso a la muerte de Eddison, pero
sus notas eran tan completas que su hermano, Colin Eddison, y su amigo George R. Hamilton fueron capaces de completar el libro para su publicación. Aunque los
libros se consideran actualmente una trilogía, Eddison los escribió como una serie abierta. Las cuatro grandes fantasías de Eddison están relacionadas entre sí por el enigmático personaje Edward Lessingham, una personificación del escritor como héroe protagonista -hidalgo rural, militar, hombre de estado, artista, escritor y amante, entre otras habilidades- y sus aventuras por el espacio y el tiempo dignas del barón Munchausen. Aunque, en La serpiente Uróboros, Lessingham desaparece al cabo de pocas páginas, es personaje central en los libros siguientes. "Dios sabe -dice- que he soñado y he velado y he vuelto a soñar hasta que no sé bien lo que es sueño y lo que es realidad." 
Estas obras de fantasía fueron señaladas con fuertes elogios por J. R. R. Tolkien, C. S. Lewis, y Ursula K. LeGuin,  pero a menudo fueron francamente robadas, de sus autores y géneros favoritos: Homero y Safo, Shakespeare y Webster, y la saga y lírica medieval francesa. 
Eddison adoptó el género fantástico con extraordinaria plenitud; en su ficción no existe el imperativo lógico, la concesión a las relaciones de causa y efecto; tan sólo las verdades elegantes de la vocación superior del mito. Los personajes recorren las distancias y los decenios en un abrir y cerrar de ojos, los mundos cobran forma, engendran la vida, evolucionan durante miles de millones de años y son destruidos, todo ello durante una cena de pescado. Son sueños encarnados por mediación de un extraordinario soñador. «Había un hombre llamado Lessingham que vivía en una casa vieja y baja en Wasdale...» Así presenta La serpiente Uróboros a Lessingham y a su dama, Mary; es el primer atisbo de la aventura trágica que recorrerá en las novelas de Zimiamvia.
Muestra una sensibilidad de fondo aristocrático; héroes y villanos mantienen por igual su flema. Michael Moorcock escribió que sus personajes, sobre todo los villanos, son más vívidos que los de Tolkien. Otros han observado que si bien es históricamente exacto para describir a los grandes del mundo, pisotea a las clases bajas. Sus personajes a menudo tratan los temas con arrogancia e insolencia, y esto se representa como parte de su grandeza. De hecho, al final de "La serpiente Uróboros", los héroes encuentran la paz aburrida, y rezan para conseguir la reactivación de sus enemigos, a fin de poder combatir contra ellos de nuevo, indiferentes a las muertes que tal guerra ocasionaría.
El Zimiamvia no se concibió como una trilogía, sino que formaba parte de un trabajo incompleto. Eddison escribió otros tres libros: Poemas, cartas y recuerdos de Philip Sidney Nairn (1916), Styrbiorn el Fuerte (1926) y Egil's Saga (1930). El primero fue su homenaje a un amigo del Trinity College que murió en su juventud. Los otros dos se refieren a una saga de la literatura: el primero es un recuento sobre Styrbjarnar þáttr Svíakappa, en alusión a la saga Eyrbyggja por ejemplo,  mientras que la segunda Heimskringla, es una traducción directa del islandés, de la saga de Egil, completada con amplias notas.

### Fantasías
- La Serpiente Uróboros (1922).

### Trilogía Zimiamvia
- Maestra de amantes (1935). Londres: Faber and Faber.
- Una cena de pescado en Memison (1941). Nueva York: E. P. Dutton & Co
- La puerta de Mezentia (1958). Londres: Curwen Press.
- La trilogía Zimiamvia (1992). Nueva York: Dell Publishing. ISBN 0-440-50300-0.

### Otros
- Poemas, cartas y recuerdos de Philip Sidney Nairn (1916). Londres: Impreso para la circulación privada.
- Egil's Saga (1930). Londres: Cambridge University Press.
- Styrbiorn el Fuerte (1926). Londres: Jonathan Cape.